# Elatostema apicicrassum
Elatostema apicicrassum är en nässelväxtart som beskrevs av Wen Tsai Wang. Elatostema apicicrassum ingår i släktet Elatostema och familjen nässelväxter. Inga underarter finns listade i Catalogue of Life.